# جونغسك وانغهو
الملكة جونغسغ من عشيرة يونغهنغ تشوي (بالهانغل: 정숙왕후 영흥최씨 | بالهانجا: 貞淑王后 永興崔氏) زوجة الملك يغجو (بالهانغل: 익조 | بالهانجا: 翼祖). هي والدة جد الملك تايجو مؤسس مملكة جوسون. تاريخ ولادتها ووفاتها غير معروف.

## الحياة
هي ابنة تشوي غيول (بالهانغل: 최기열 | بالهانجا: 崔基烈). لا يوجد تفاصيل كثيرة عن حياتها . لقبها هو جونغب (بالهانغل: 정비 | بالهانجا: 貞妃). في سنة 1394 (السنة الثالثة من حكم الملك) قام الملك تايجو برفع مرتبتها إلى (تشوجون) وإعطائها لقب الملكة. وفي عهد الملك تايجونغ أعطيت لقب الملكة جونغسغ (بالهانغل: 정숙왕후 | بالهانجا: 貞淑王后) في سنة 1411.
أنجبت الملكة ستة أبناء. قبرها يقع في مقاطعة هامغيونغ الجنوبية في مدينة منتشون. ذكرى وفاتها في 20 سبتمبر.

## الأسرة
- الزوج: الملك يغجو.
- الأبناء:
  - الأمير العظيم هاموون, (함원대군 | 咸原大君), واسمه إي سونغ (이송 | 李松).
  - الملك دوجو العظيم, (도조대왕 | 度祖大王), واسمه إي تشن (이춘 | 李椿).
  - الأمير العظيم هامتشون, (함천대군 | 咸川大君), واسمه إي وون (이원 | 李源).
  - الأمير العظيم هامرينغ, (함릉대군 | 咸陵大君), واسمه إي غو تاي (이고태 | 李古泰).
  - الأمير العظيم هاميانغ, (함양대군 | 咸陽大君), واسمه إي جون (이전 | 李腆).
  - الأمير العظيم هامسونغ, (함성대군 | 咸城大君), واسمه إي ينغ غو (이응거 | 李應巨).
- البنات :
  - الأميرة آني, (안의공주 | 安懿公主).